# Karaops nyangumarta
Espèce
Karaops nyangumarta est une espèce d'araignées aranéomorphes de la famille des Selenopidae.

## Distribution
Cette espèce est endémique du Pilbara en Australie-Occidentale,. Elle se rencontre vers Meenatheena et Newman.

## Description
La femelle holotype mesure 7,37 mm et le mâle paratype 6,77 mm.

## Publication originale
- Crews, 2013 : Thirteen new species of the spider genus Karaops (Araneae: Selenopidae) from Western Australia. Zootaxa, no 3647, p. 443-469.